# Kessai Note
Kessai Hesa Note (Ailinglaplap, 7 augustus 1950) was president van de Marshalleilanden van 2000 tot 2008. 
In 2000 werd hij door het parlement gekozen tot president. Hij is lid van de Verenigde Democratische Partij. In 2004 werd hij herkozen door een meerderheid van het parlement van de Marshalleilanden.
Note werd in 2008 opgevolgd door Litokwa Tomeing.